# Grumman F6F Hellcat
El Grumman F6F Hellcat fue un caza embarcado estadounidense durante la Segunda Guerra Mundial. Fabricado por la compañía estadounidense Grumman, era el sucesor del Grumman F4F Wildcat, de gran parecido a pesar de ser un diseño completamente nuevo. El Hellcat, junto con el Vought F4U Corsair, fue el principal caza embarcado de la Armada de los Estados Unidos durante la segunda mitad de la Segunda Guerra Mundial.
El Hellcat demostró ser el caza más exitoso de la historia naval,[cita requerida] reclamándose el derribo de 5163 aviones enemigos por pilotos de la Armada de los Estados Unidos y del Cuerpo de Marines de los Estados Unidos, a los que hay que sumar otros 52 derribos a cargo de pilotos de la Marina Real Británica. Terminada la Segunda Guerra Mundial, el Hellcat fue rápidamente relegado del servicio de primera línea, retirándose los últimos cazas nocturnos en 1954.

## Desarrollo y diseño

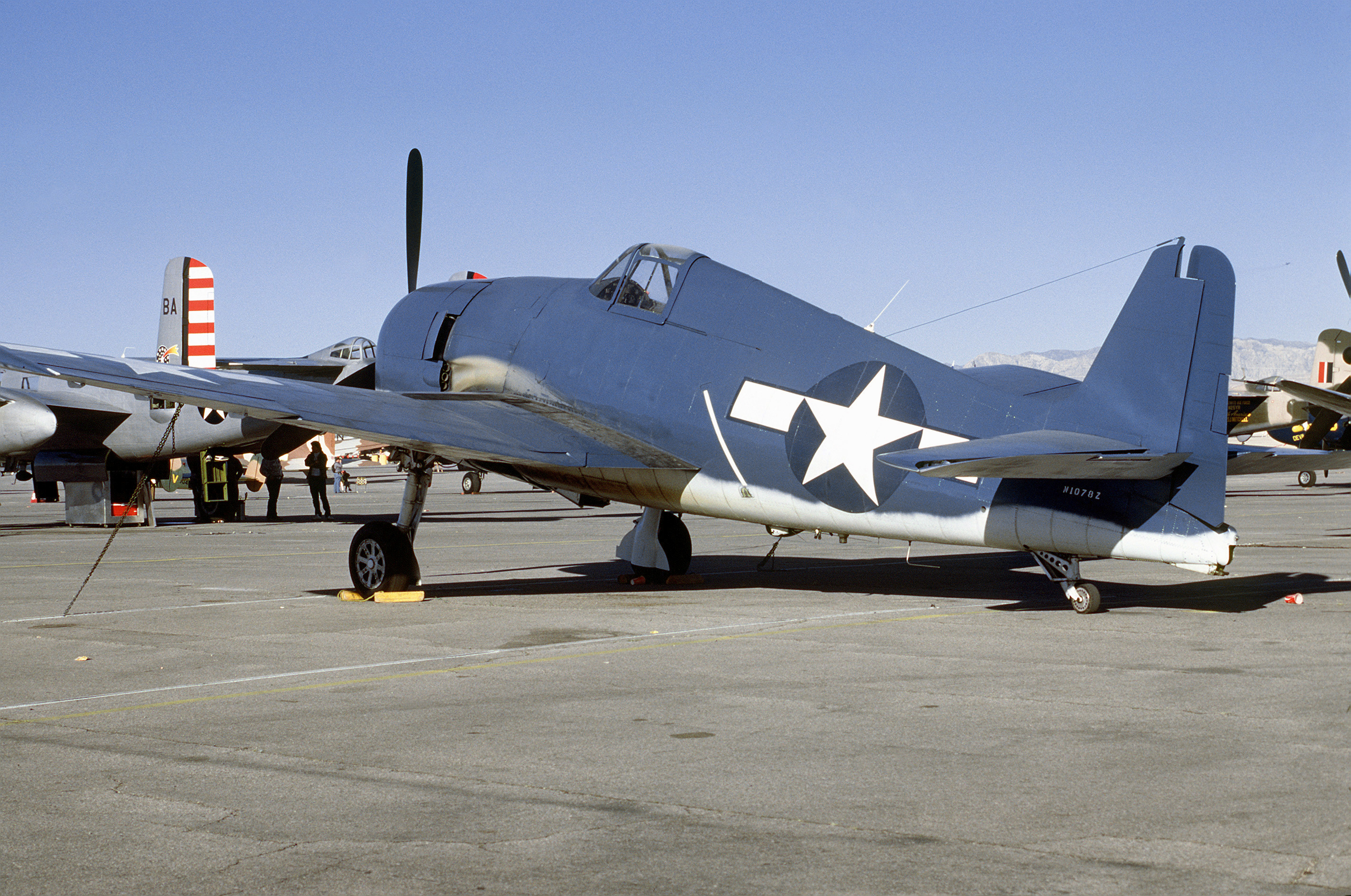
Grumman F6F en exposición.

### Orígenes
Grumman empezó a trabajar en 1938 en un proyecto interno para mejorar el diseño del F4F Wildcat con los últimos avances. Mucho antes del ataque a Pearl Harbor y de que los F4F Wildcat entablaran combate con los mucho más maniobrables A6M Zero japoneses en el sur del Pacífico, la US Navy ya estaba trabajando en un sucesor del Wildcat. Para garantizar el tener un caza a tiempo Vought ganó el contrato del Corsair, mientras que Grumman ganó un contrato que garantizaba tener un  caza listo en caso de que el proyecto de Vought se retrasase o fuera un fracaso. El contrato para la producción del prototipo XF6F-1 fue firmado el 30 de junio de 1941, volando el prototipo en junio de 1942. El F6F fue diseñado originalmente para utilizar el motor Wright R-2600 Cyclone de 1700 HP y empleando como modelo a su hermano mayor Wildcat y la experiencia de la RAF británica en los combates aéreos de Europa y de la Royal Navy con los F4F Wildcat.

### Inicio de la guerra
Al estallar la guerra, los pilotos estadounidenses descubrieron al Mitsubishi A6M Zero. Este avión tenía un gran alcance, excelentes prestaciones a baja cota, excepcional maniobrabilidad a bajas velocidades y una adecuada potencia de fuego. Pero tenía una deficiente protección, un mediocre comportamiento a altas velocidades y escasa capacidad de picado. La clave del éxito del Zero se debía a los pilotos navales japoneses, con experiencia de combate en China y un entrenamiento de primera clase.
Los aliados occidentales, metidos de lleno en la guerra contra Alemania, operaban aviones Hawker Hurricane, Brewster Buffalo, P-39 y P-40 que mostraron ser inferiores al Zero. El más exitoso de ellos fue el P-40, gracias a su mayor velocidad de picado y resistencia a los daños. El principal caza embarcado era el F4F Wildcat, desarrollado en 1935, que era inferior al Zero, y sólo a medida que se mejoraron las tácticas y se emplearon las lecciones obtenidas por Chennault en China, se redujeron las pérdidas. El Wildcat pasó a ser empleado en tácticas de combate en grupo y trataba de utilizar su mayor velocidad de picado y resistencia para hacer frente a los Zeros. Pero se necesitaba algo mejor para imponerse a los japoneses.

### Prototipos y análisis del enemigo
Un suceso inesperado obligó a introducir mejoras en el diseño del F6F. El 10 de julio de 1942, las tropas estadounidenses descubrieron en la isla Akutan un caza Mitsubishi Zero que había hecho un aterrizaje forzoso. Su piloto japonés murió, pero el avión estaba casi intacto y pudo ser probado, comprobándose que este Zero A6M2 Modelo 21 era superior al XF6F-1. Salvo los conductos de aceite y la hélice, el avión estaba intacto y fue trasladado a las instalaciones de Grumman, donde fue comparado a los XF6F. Los resultados llevaron a Grumman a confirmar lo acertado de instalar el nuevo motor, ya que el Zero era superior al XF6F-1 en trepada y velocidad máxima. Finalmente se aprobó el motor Pratt-Whitney Double Wasp R-2800, el mismo que el de F4U y P-47, que daba 2000hp al despegar y 1975hp a 5182m. La velocidad máxima del XF6F-1 aumentó hasta 604km/h, 57km/h más rápido que el Zero.
Al no encontrarse ninguna otra característica muy desfavorable, se dio la orden de comenzar la producción del Hellcat. El prototipo final XF6F-3 voló por primera vez el 30 de julio de 1942 a los mandos de Hall. El 17 de agosto este tuvo que aterrizar en una granja de Long Island al sufrir un fallo del motor. A pesar del accidente, el programa continuó sin grandes interrupciones. Seldom Converse reemplazó a Hall como piloto de pruebas. El único problema importante encontrado durante el desarrollo fueron las excesivas vibraciones en la cola, pero se solucionó rápidamente reforzando la estructura. Tras este cambio se autorizó la producción del F6F-3.
Grumman había instalado el mismo motor que el seleccionado para el F4U y el P-47, el Pratt & Whitney R-2800 Double Wasp de 2000 HP, haciendo que las prestaciones del caza mejoraran en un 25 % respecto a otros motores instalados en los prototipos. El primer prototipo equipado con el motor Cyclone (02981) del Wildcat voló por primera vez el 26 de junio de 1942, mientras que el primer avión equipado con el Double Wasp, el XF6F-3 (02982), voló por primera vez el 30 de junio de ese mismo año.
El XF6F-2 fue un diseño propuesto por Grumman junto con los primeros prototipos, que incorporaba un turbocompresor (como el P-47 Thunderbolt), pero las mejoras en las prestaciones no fueron muy notables, por lo que se decidió no continuar con el desarrollo, al igual que el del XF6F-3 equipado con dos turbocompresores, salvo que la Marina estadounidense pidiese un Hellcat más veloz. Sin embargo, las variantes más tardías XF6F-4 y XF6F-5 se vieron beneficiadas por el desarrollo inicial de los XF6F-2 y XF6F-3.

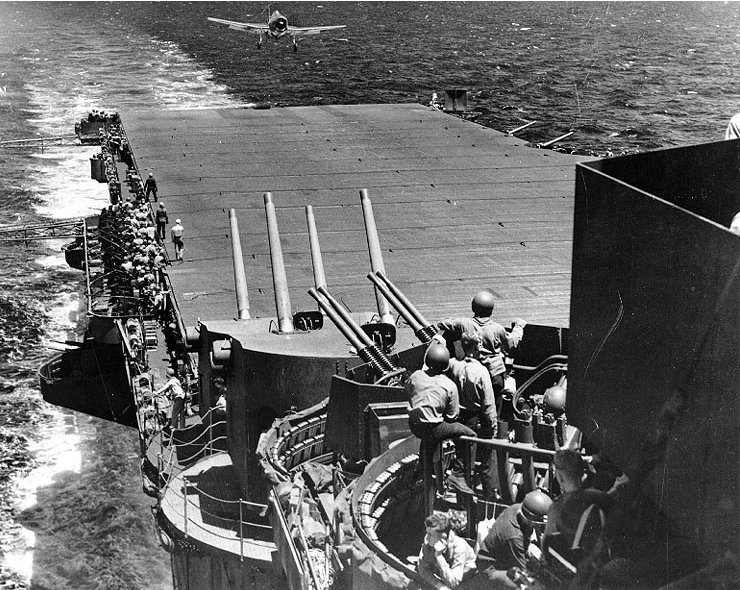
F6F aterrizando durante la batalla del mar de Filipinas.

### Protección
Como el Wildcat, el Hellcat fue diseñado para ser fabricado fácilmente y para soportar numerosos daños en combate. Un total de 96 kg de blindaje fueron instalados en la cabina para ayudar a la supervivencia del piloto, así como un parabrisas resistente y diversos blindajes alrededor del tanque de aceite y del refrigerador de aceite. Tanques de combustible que se autosellaban también redujeron la posibilidad de incendios y a menudo permitían que aviones muy dañados regresasen a casa.
El mejor as de la Armada estadounidense de todos los tiempos, el capitán David McCampbell, obtuvo todas sus victorias pilotando un Hellcat. En una ocasión describió al F6F como:

 ...an outstanding fighter plane. It performed well, was easy to fly and was a stable gun platform. But what I really remember most was that it was rugged and easy to maintain.

 ...un caza fuera de lo común. Tenía buenas prestaciones, era fácil de pilotar y era una plataforma de disparo estable. Pero lo que más recuerdo es que era robusto y fácil de mantener.
David McCampell

### Producción y mejoras
Los primeros aviones de serie que salieron de la planta de montaje fueron designados F6F-3 y volaron por primera vez el 3 de octubre de 1942, alcanzando el servicio operativo con el VF-9 a bordo del USS Essex (CV-9) en febrero de 1943.
En vez del angosto tren de aterrizaje del Wildcat, que se replegaba en el fuselaje requiriendo que el piloto accionara un total de 27 veces una manivela, el Hellcat tenía un tren de aterrizaje ancho, hidráulico y que giraba 90° para replegarse dentro de las alas. Las alas eran bajas, en vez del ala media del Wildcat, y se plegaban de la misma manera que las versiones anteriores del F4F, permitiendo que el Hellcat se compactase para operar en la cubierta del portaaviones o en el hangar de estos.

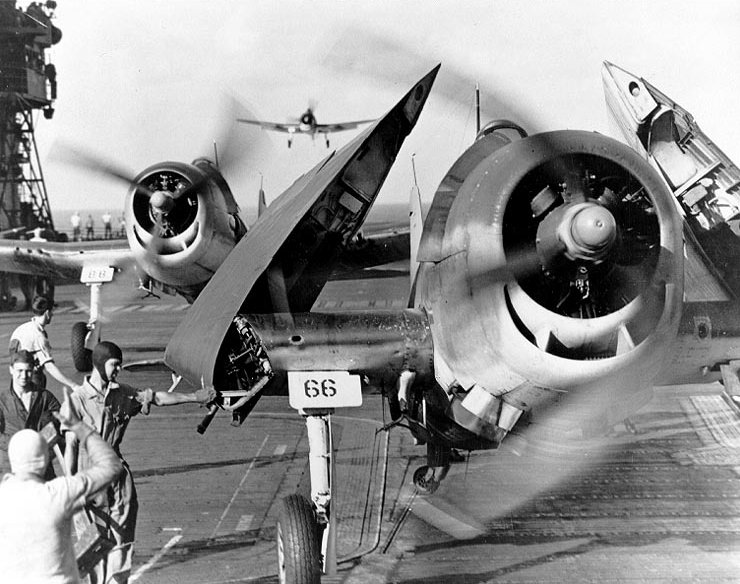
Grumman F6F-3 Hellcats en la cubierta de vuelo con sus alas plegadas.

El armamento corriente del Hellcat consistía en seis ametralladoras Browning M2 calibre .50 (12,7 mm) con 400 proyectiles cada una; más adelante le fueron instalados 3 soportes bajo el fuselaje y las alas para cargar un máximo de 900 kg de bombas. El soporte central también podía llevar un tanque lanzable de combustible de 568 litros. Seis cohetes de 127 mm HVAR (High Velocity Aicraft Rocket, cohete de alta velocidad lanzado desde aviones) podían ser acomodados, tres debajo de cada ala.
Después del F6F-3, la variante más común era la F6F-5, que incluía mejoras tales como la constitución de superficies de control totalmente metálicas, el reemplazo de los vidrios traseros de la cabina por blindaje, una mejor visibilidad a través del parabrisas y otras muchas mejoras menores. Otra mejora del F6F-5 era la posibilidad de utilizar armamento mucho más potente que el común de 6 ametralladoras de 12,7 mm. Numerosas pruebas con armamento mixto de cuatro ametralladoras de 12,7 mm y dos cañones Hispano de 20 mm fueron llevadas a cabo aunque ningún Hellcat fue producido utilizando esa configuración. Sin embargo, a algunos cazas nocturnos F6F-5N, equipados con radar, se les montaron cañones de 20 mm.
Dos F6F-5 fueron equipados con motores de 18 cilindros y 2100 HP Pratt and Whitney R-2800 que eran utilizados en el F4U-4 Corsair. La nueva variante del Hellcat estaba equipada con una hélice de cuatro palas y fue designada XF-6F-6. El avión demostró ser el más rápido de todas las variantes, alcanzando una velocidad máxima de 670 km/h. Se realizaron planes para la producción en masa de esta variante, pero fueron cancelados con la rendición japonesa.
El último Hellcat salió de la cadena de montaje en noviembre de 1945, habiéndose fabricado un total de 12 275 aviones, de los cuales 11 000 fueron producidos en tan sólo dos años. Esta asombrosa velocidad de producción fue acreditada al original diseño, que requería mínimas modificaciones una vez que la producción estaba en marcha.

## Operadores
- Francia: Aviación Naval
- Reino Unido: Arma Aérea de la Flota (Arma Aérea de la Marina Real)
- Estados Unidos: Armada de los Estados Unidos, Cuerpo de Marines de los Estados Unidos
- Uruguay: Armada Nacional de Uruguay

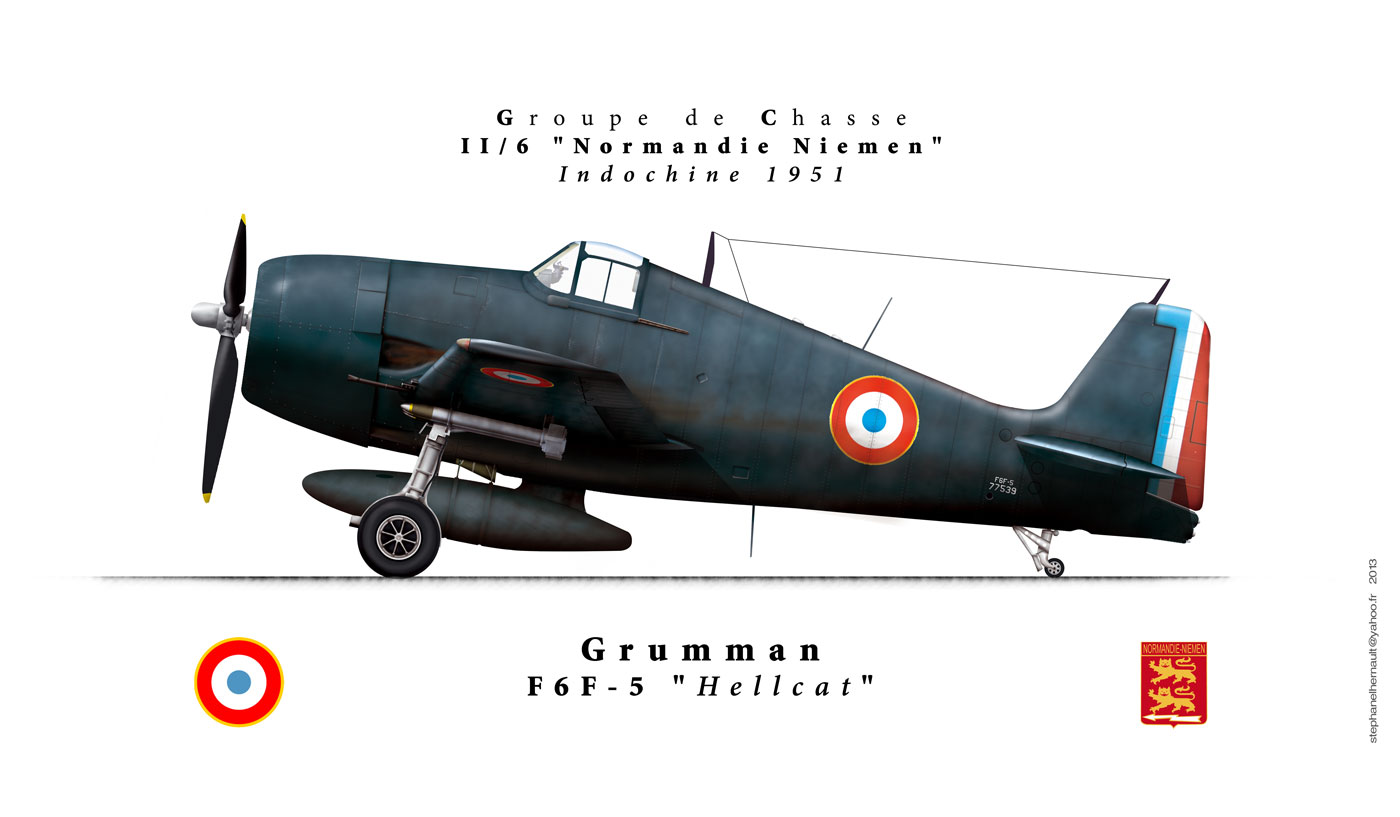
F6F-5 GC 2/6 normandie niemen
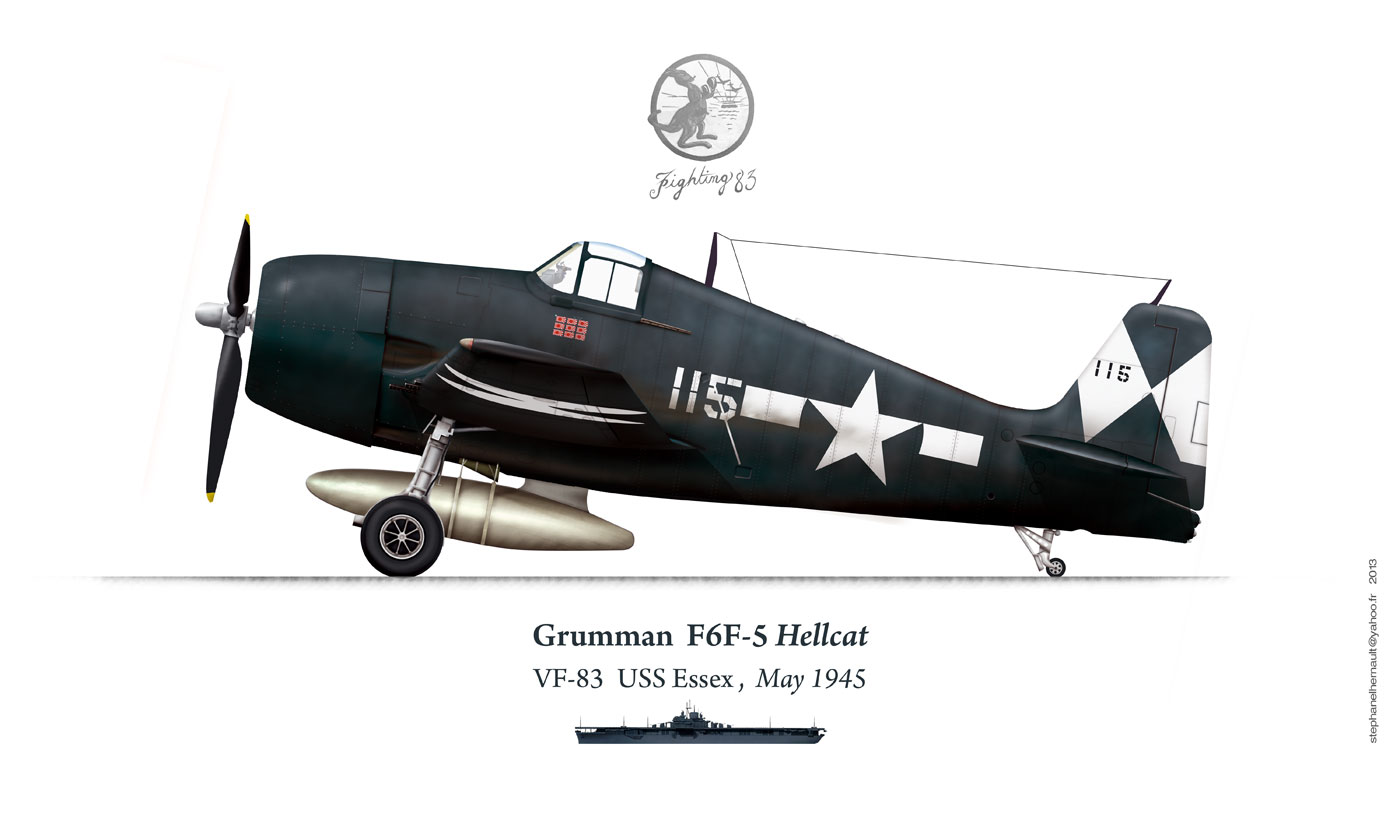
F6F-5  VF83
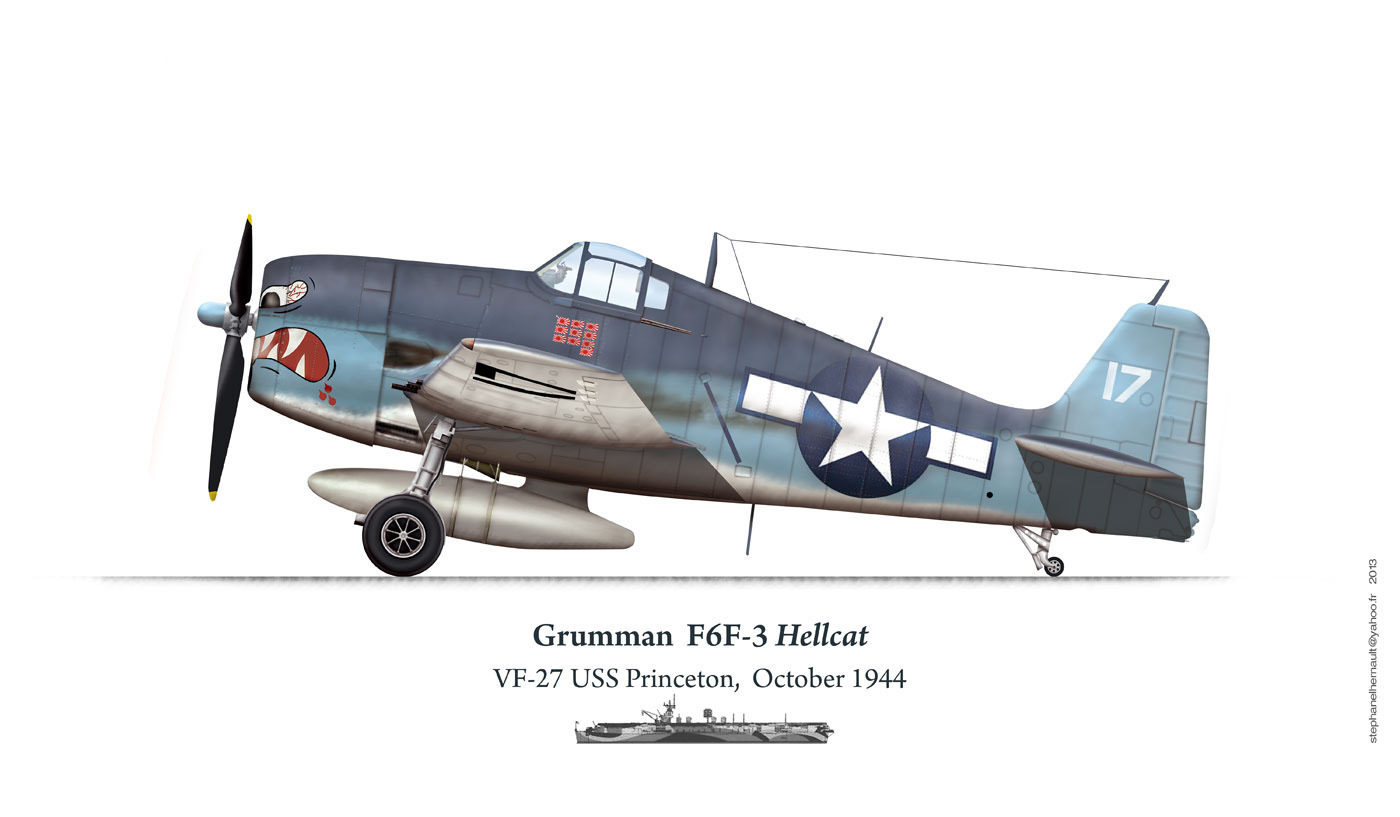
F6F-3 VF27
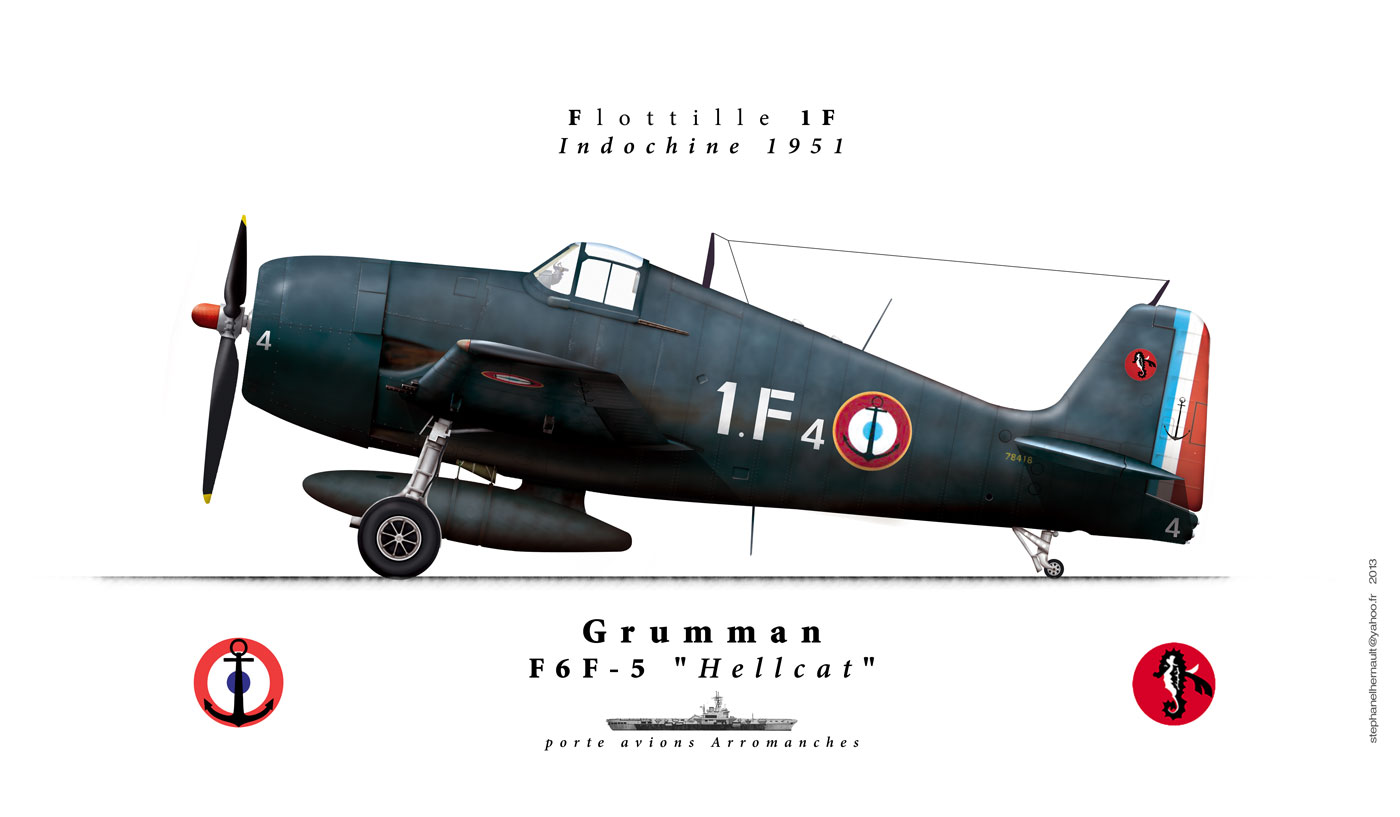
F6F-5 Flottille 1F

## Historia operacional

### US Navy

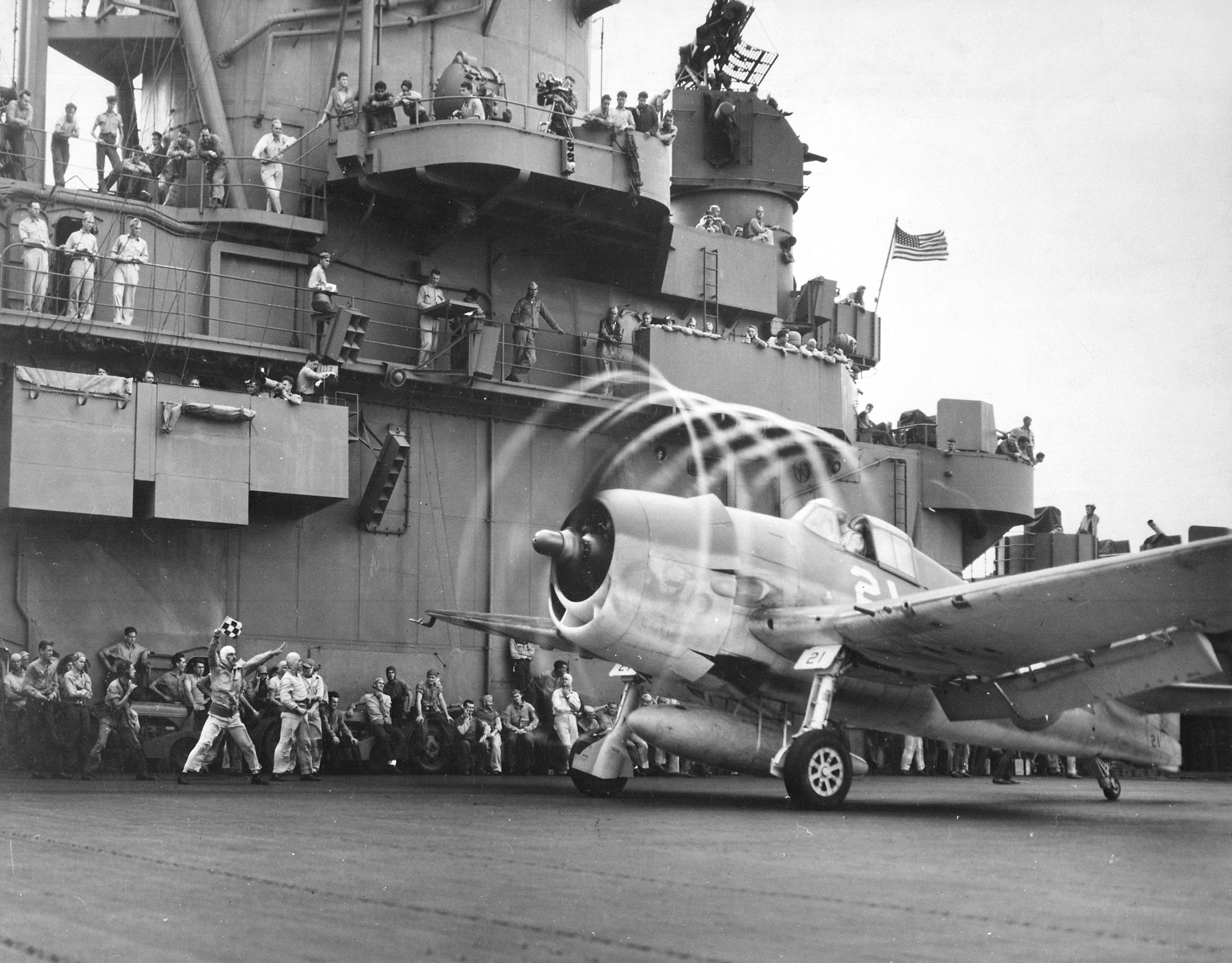
Un Grumman F6F Hellcat despegando del.

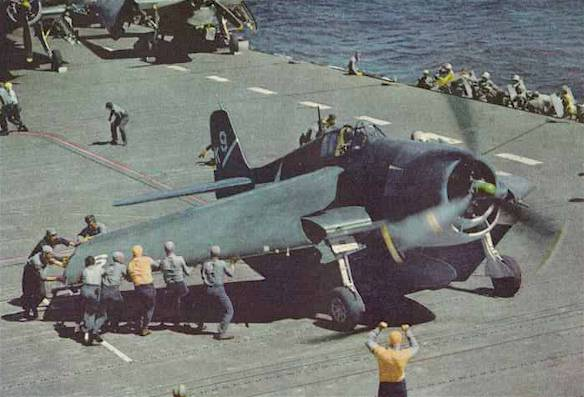
Un Grumman F6F Hellcat del VF-1 en el, verano de 1944.

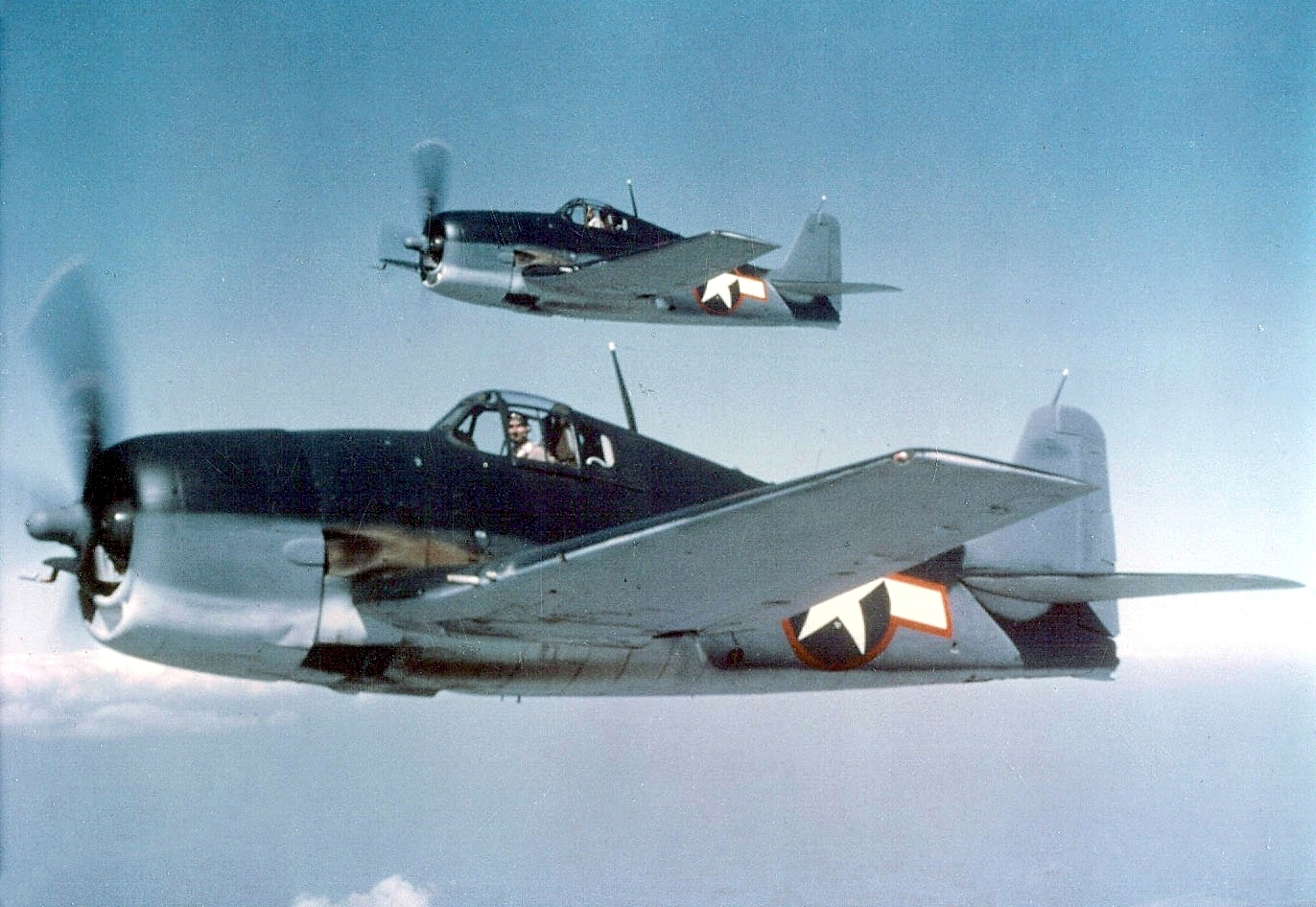
Dos Grumman F6F-3 Hellcats con camuflaje tricolor.

El Hellcat fue declarado operacional en marzo de 1943, tras haber realizado pruebas en portaviones. El primer escuadrón en recibir el F6F fue el VF-9, basado en el USS Essex. Tras 9 meses se habían re-equipado 15 escuadrones de la USN. Los Marines por su parte solían utilizar el Corsair, de mejores prestaciones pero más difícil de volar. El Wildcat pasó a tareas de escolta en áreas menos expuestas. Con la entrada del Hellcat en servicio la guerra aérea en el Pacífico iba a sufrir un cambio drástico.
El primer combate en el que participaron aviones F6F tuvo lugar el 1 de septiembre de 1943, cuando cazas del USS Independence (CVL-22) derribaron un hidroavión de reconocimiento japonés. Poco después, el 23 de noviembre de ese mismo año, los Hellcat entablaron combate con aviones japoneses sobre el Atolón de Tarawa, derribando 30 Zero y perdiendo solamente un F6F. El 11 de noviembre de 1943, en los cielos de Rabaul, aviones Hellcat entablaron combates durante todo el día con numerosos aviones japoneses reclamando más de 100 victorias aéreas y la pérdida de 5 F6F.
Los Grumman F6F se vieron involucrados en prácticamente todos los encuentros con el poder aéreo japonés desde ese entonces. Los F6F de la Armada y del Cuerpo de Marines volaron 66 530 salidas de combate (45% de todas las salidas de caza de la guerra, 62 386 salidas fueron hechas desde portaaviones) y destruyeron 5163 aviones enemigos (56% de todas las victorias aéreas de la Marina de la Segunda Guerra Mundial) con un costo de 270 Hellcat (proporción de 19:1; cada 19 aviones derribados se perdía 1 Hellcat). El aeroplano demostró superar a todos sus oponentes japoneses con una proporción de 13:1 contra el A6M Zero; 9,5:1 contra el Nakajima Ki-84; 2:1
 contra el Kawanishi N1K-J; y 3,7:1 contra el Mitsubishi J2M durante el último año de la guerra. En cuanto a ataques al suelo, los Hellcat lanzaron 6503 toneladas de bombas. 

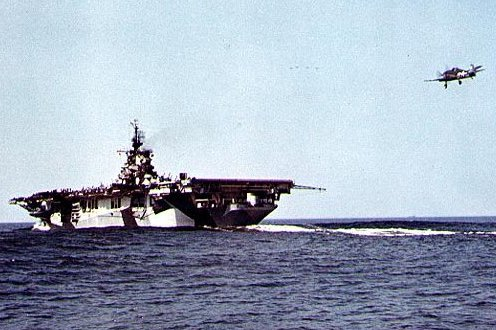
Hellcat aterrizando en un portaaviones estadounidense durante la Segunda Guerra Mundial.

El F6F se convirtió en el principal avión productor de Ases (al menos 5 victorias aéreas) del inventario estadounidense, con 306 ases de Hellcat. Fue el principal caza de la Armada estadounidense que participó en la batalla del Mar de Filipinas, donde fueron derribados tantos aviones japoneses que las tripulaciones de la Armada llamaron a la batalla The Great Marianas Turkey Shoot (La gran cacería de pavos de las Marianas). El F6F obtuvo el 75% de las victorias aéreas de la Armada en el Teatro del Pacífico. Los escuadrones de cazas nocturnos equipados con radar comenzaron a ser operacionales a principios de 1944. El Hellcat demostró ser superior en potencia de fuego y protección respecto al Zero. La maniobrabilidad del Zero seguía siendo superior, pero el Hellcat utilizaba en combate tácticas que sacaban el máximo partido de sus ventajas en velocidad en picado y trepada.

### Royal Navy
La Royal Navy británica recibió 1.263 bajo el Lend-Lease Act (programa de créditos y arriendos) y lo apodó Gannet cuando en marzo de 1943 recibió los primeros aviones. Aunque en 1943 se lo volvió a denominar Hellcat por razones de simplicidad, el F6F-3 siendo designado Hellcat F I, el F6F-5, Hellcat F II y el F6F-5N, Hellcat NF II. Los Hellcat británicos estuvieron en acciones en el teatro noruego, el Mediterráneo y en Asia. Los F-6F británicos fueron reemplazados rápidamente después de la guerra por aviones de producción británica.

### Posguerra
Luego de la guerra, el Hellcat fue eclipsado por las prestaciones del Grumman F8F Bearcat, avión que fue desarrollado durante la guerra pero que no llegó a actuar en ningún teatro operativo, por lo que muchos ejemplares realizaron tareas de segunda línea, incluyendo su utilización como entrenadores avanzados. 

### Aeronavale
La Marina Nacional de Francia también fue equipada con F6F-5 Hellcats y los utilizó en Indochina. 
La Aéronavale francesa compró 124 F6F-5 y 15 F6F-5N entre 1950 y 1953. Sirvieron en las flottilles 11F y 12F. Para entrenamiento se asignaron a las 54S, 57S y 59S. Vieron combate en Indochina y estuvieron basados en los portaviones Arromanches, Lafayette y Bois Belleau. En 1960 fueron enviados al desguace.
Los Hellcats franceses actuaron, en Indochina junto con Helldivers, Corsairs y Privateers de la Aeronavale. Junto con los aviones de la Armeé de l’Air participaron en el intento frustrado de evitar la caída de Dien Bien Phu. Para ello los Hellcats del Arromanches fueron desembarcados y operaron desde la base aérea de Cat Bi para paliar la distancia.

### Uruguay
La Armada Nacional (Uruguay) utilizó 12 F6F-5 Hellcat desde inicios de 1950, hasta retirarlos del servicio activo a principios de la década de 1960.

## Especificaciones técnicas

### Características generales
- Longitud: 10,24 m
- Envergadura: 13,06 m
- Altura: 3,99 m
- Superficie alar: 31 m²
- Perfil alar: NACA 23015.6 mod en la raíz; NACA 23009 en la punta
- Peso vacío: 4190 kg
- Peso cargado: 5714 kg
- Peso máximo al despegue: 6990 kg
- Planta motriz: 1× motor radial de 18 cilindros en dos filas refrigerado por aire y con sobrealimentador de dos etapas Pratt & Whitney R-2800-10W "Double Wasp".
  - Potencia: 1491 kW (2200 hp)
- Hélices: Hamilton Standard tripala
- Diámetro de la hélice: 4,0 m

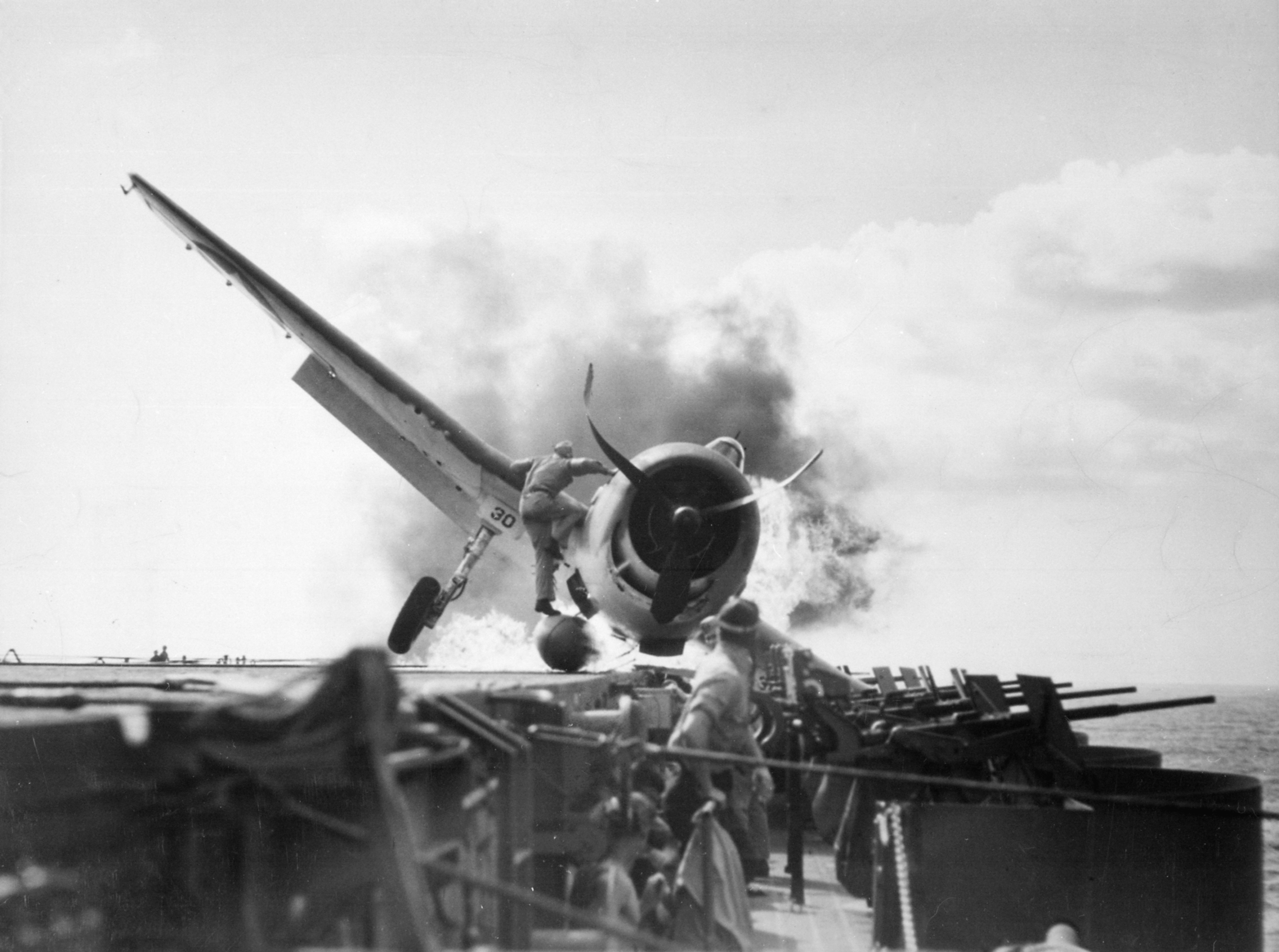
Accidente durante el aterrizaje de un F6F el 10 de noviembre de 1943.

- Tiempo a altitud: 7,7 min a 6100 m (20 000 pies)

### Rendimiento
- Velocidad nunca excedida (Vne): 629 km/h
- Velocidad de entrada en pérdida (Vs): 135 km/h
- Alcance en combate: 1520 km
- Alcance en ferry: 2460 km
- Techo de vuelo: 11 370 m (37 300 pies)
- Régimen de ascenso: 17,8 m/s (3500 pies/min)
- Carga alar: 184 kg/m² (37,7 lb/ft²)
- Potencia/peso: 260 W/kg (0,16 hp/lb)

### Armamento
- Ametralladoras: 

  - 6x Browning M2 de 12,7 mm con 400 disparos por arma (todos los F6F-3, y la mayoría de los F6F-5) o
  - 2x cañón AN/M2 de 20 mm con 225 disparos por arma y 4x Browning M2 de 12,7 mm con 400 disparos por arma
- Bombas: Hasta 1800 kg a plena carga, incluyendo:

  - Bombas o Torpedos (montados en el fuselaje en soporte central):
    - 1x bomba de 910 kg o
    - 1x torpedo Mk.13-3

  - Bombas subalares (los F6F-5 tenían dos soportes adicionales de armas a cada lado del fuselaje en la sección central alar):
    - 2x bomba de 450 kg o
    - 4x bomba de 230 kg o
    - 8x bomba de 110 kg
- Cohetes: 

  - 6x HVAR de 127 mm o
  - 2x cohete no guiado Tiny Tim de 298 mm

### Desarrollos relacionados
- Grumman F4F Wildcat
- Grumman F8F Bearcat

### Aeronaves similares
- Focke Wulf Fw 190
- Republic P-47 Thunderbolt
- North American P-51 Mustang
- Vought F4U Corsair
- Dewoitine D.520
- Macchi MC.202 Folgore
- Macchi C.205 Veltro
- Kawasaki Ki-100
- Nakajima Ki-84
- Mitsubishi A6M Zero
- Mitsubishi A7M
- Mitsubishi J2M
- Kawanishi N1K
- Supermarine Spitfire
- Hawker Tempest
- Lavochkin La-5

### Secuencias de designación
- Secuencia F_F (Cazas de la Armada estadounidense, 1922-1962 (Grumman, 1931)): FF - F2F - F3F - F4F - XF5F - F6F - F7F - F8F - F9F - XF10F - F11F

### Listas relacionadas
- Anexo:Cazas de la Segunda Guerra Mundial
- Anexo:Aeronaves militares utilizadas en la Segunda Guerra Mundial
- Anexo:Aeronaves militares de los Estados Unidos (navales)